# KV Maastricht
KV Maastricht, is een Nederlandse korfbalvereniging uit Maastricht. De club is opgericht op 30 juni 1995 en is de meest zuidelijke korfbalclub van Nederland. De club is voortgekomen uit een fusie tussen KV Trega en Amby's Körfke, dat dameskorfbal speelde.

## Historie

### Voor de fusie
Omdat in 1993 de overlevingskansen van KV Trega als zelfstandige vereniging zeer gering werden ingeschat door het toenmalige bestuur heeft men toenadering gezocht tot Amby's Körfke. Deze stond niet onwelwillend tegenover een vergaande samenwerking in eerste instantie.
Dit resulteerde in het feit dat KV Trega ging trainen en spelen op de sportaccommodatie van Amby's Körfke. De accommodatie, aan de Van Slijpestraat, was uitgerust met een kunstgrasveld. De korfbalclub uit Amby was in 1990 een van de eerste korfbalclubs in het Zuiden van Nederland die het 'gewone' gras inruilde voor een kunstmatige soortgenoot.
Daar stond tegenover dat Amby's Körfke gebruik ging maken van het clubblad DDKB (Door De Korf Bekeken) van KV Trega. Het was altijd een grote wens geweest van het Amby's Körfke bestuur om een eigen clubblad uit te brengen maar dat is door allerlei omstandigheden nooit goed van de grond gekomen.

### Besluit tot samenvoeging
De samenwerking werd aan beide kanten als geslaagd beschouwd en mede gezien het feit dat de Gemeente Maastricht het liefst de kleinere sporten zo veel mogelijk gezamenlijk gebruik liet maken van één sportaccommodatie, werd er een fusieplan uitgewerkt. Door te fuseren zou de Gemeente Maastricht ook een subsidie verstrekken voor het bouwen van de uitbreiding van de bestaande kleedkamers aan de Van Slijpestraat en misschien nog wel belangrijker een eigen kantine.
Dit was zowel voor KV Trega en Amby's Körfke jarenlang een droom die maar niet verwezenlijk kon worden. De leden van beide verenigingen gaven hun toestemming voor de fusie midden 1995.

### Oprichting KV Maastricht
Op 30 juni 1995 werd de nieuwe korfbalvereniging KV Maastricht opgericht door de toenmalige voorzitters van de twee clubs: Hans de Wind (KV Trega) en Dorry Siegelaer (Amby's Körfke).

## Clubtenue
Als clubtenue werden de Maastrichtse kleuren rood/wit als shirt en een zwarte sportbroek cq. rok gekozen. De shirts werden speciaal ontworpen door Bonfanti Sports en gemaakt in Italië.
Dit werd tenue werd sinds de oprichting door alle teams gedragen tot seizoen 2001-2002. Toen kreeg het pupillenteam D1 als eerste gesponsorde shirts. Deze waren effen rood van kleur met witte strepen. Later volgde het eerste in 2005 en het aspirantenteam B1 die in witte shirts met een rood kraagje en rode strepen op de mouwen gingen spelen. Dit shirt wordt nu nog gebruikt als reserveshirt.
In 2008 kreeg het eerste team wederom nieuwe shirts, ditmaal gesponsord door Glasfabriek OI. Het shirt is geheel rood met een zwart kraagje. In 2007 kreeg ook de B1 deze shirts.

## Rivaliteit
Er bestaat met enkele clubs een rivaliteit, voortkomend uit een gebeurtenis of gewoon vanwege het feit dat men uit dezelfde regio komt.
De rivaliteit tussen KV Maastricht en KV Mariarade uit Hoensbroek is het grootst. De onderlinge derby's tussen beide KVM's behoren tot de belangrijkste wedstrijden van het jaar en trekken het meeste publiek. Van tevoren wordt de onderlinge spanning flink opgevoerd zodat de spelers, coaches en ook het publiek de wedstrijd vuriger en intenser beleven dan bij andere wedstrijden. Er gebeurt bijna elke derby wel iets zodat het vuur in de pan slaat. Naast de rivaliteit op het veld, heerst er naast het veld een vriendschappelijke band. Die zelfs resulteert in samenwerking op enkele gebieden.

## Eindresultaten
| Seizoen   | Veld | Klasse  | Zaal | Klasse      |
| --------- | ---- | ------- | ---- | ----------- |
| 1995-1996 | 6de  | Zuid 1A | 4de  | Zuid 2      |
| 1996-1997 | 2de  | Zuid 2A | 3de  | Zuid 1B     |
| 1997-1998 | 2de  | Zuid HA | 2de  | Zuid Hfd    |
| 1998-1999 | 6de  | KNKV 3P | 8ste | KNKV 3P     |
| 1999-2000 | 5de  | KNKV 3A | 5de  | KNKV 3A     |
| 2000-2001 | 7de  | KNKV 3A | 4de  | KNKV 3A     |
| 2001-2002 | 3de  | KNKV 3A | 3de  | KNKV 3A     |
| 2002-2003 | 3de  | KNKV 3A | 2de  | KNKV 3A     |
| 2003-2004 | 2de  | KNKV 3A | 3de  | KNKV 3A     |
| 2004-2005 | 4de  | KNKV 3A | 4de  | KNKV 3A     |
| 2005-2006 | 4de  | KNKV 3A | 3de  | ZuidWest 3A |
| 2006-2007 | 3de  | KNKV 4O | 6de  | KNKV 4M     |
| 2007-2008 | 4de  | KNKV 4N | 4de  | KNKV 4M     |
| 2008-2009 | 3de  | KNKV 4M | 3de  | KNKV 4L     |
| 2009-2010 | 5de  | KNKV 4N | 3de  | KNKV 4N     |
| 2010-2011 | 1e   | KNKV 4N | 3de  | KNKV 4N     |
| 2011-2012 | 7de  | KNKV 3L | 3de  | KNKV 4M     |
| 2012-2013 | 8ste | KNKV 3L | 5de  | KNKV 4L     |
| 2013-2014 | 6de  | KNKV 4K | 7de  | KNKV 4L     |
| 2014-2015 | ???  | KNKV 4G | 5de  | KNKV 4J     |

## Trivia
- KV Maastricht speelt haar thuiswedstrijden tijdens het veldseizoen als korfbalclub uit Limburg op kunstgras.